# Actinodontium standleyi
Actinodontium standleyi là một loài rêu trong họ Daltoniaceae. Loài này được E.B. Bartram mô tả khoa học đầu tiên năm 1946.